# Vansomerenia rogersi
Vansomerenia rogersi is een vlinder uit de familie van de Lycaenidae. De wetenschappelijke naam van de soort is voor het eerst gepubliceerd in 1932 door Norman Denbigh Riley.
De soort komt voor in de savannen van Kenia en Tanzania.